# Alice Bridges
Alice Bridges, nach Heirat Alice Roche, (* 19. Juli 1916 in Waterville, Maine; † 5. Mai 2011 in Carlisle, Pennsylvania) war eine Schwimmerin aus den Vereinigten Staaten, die eine olympische Bronzemedaille gewann.

## Karriere

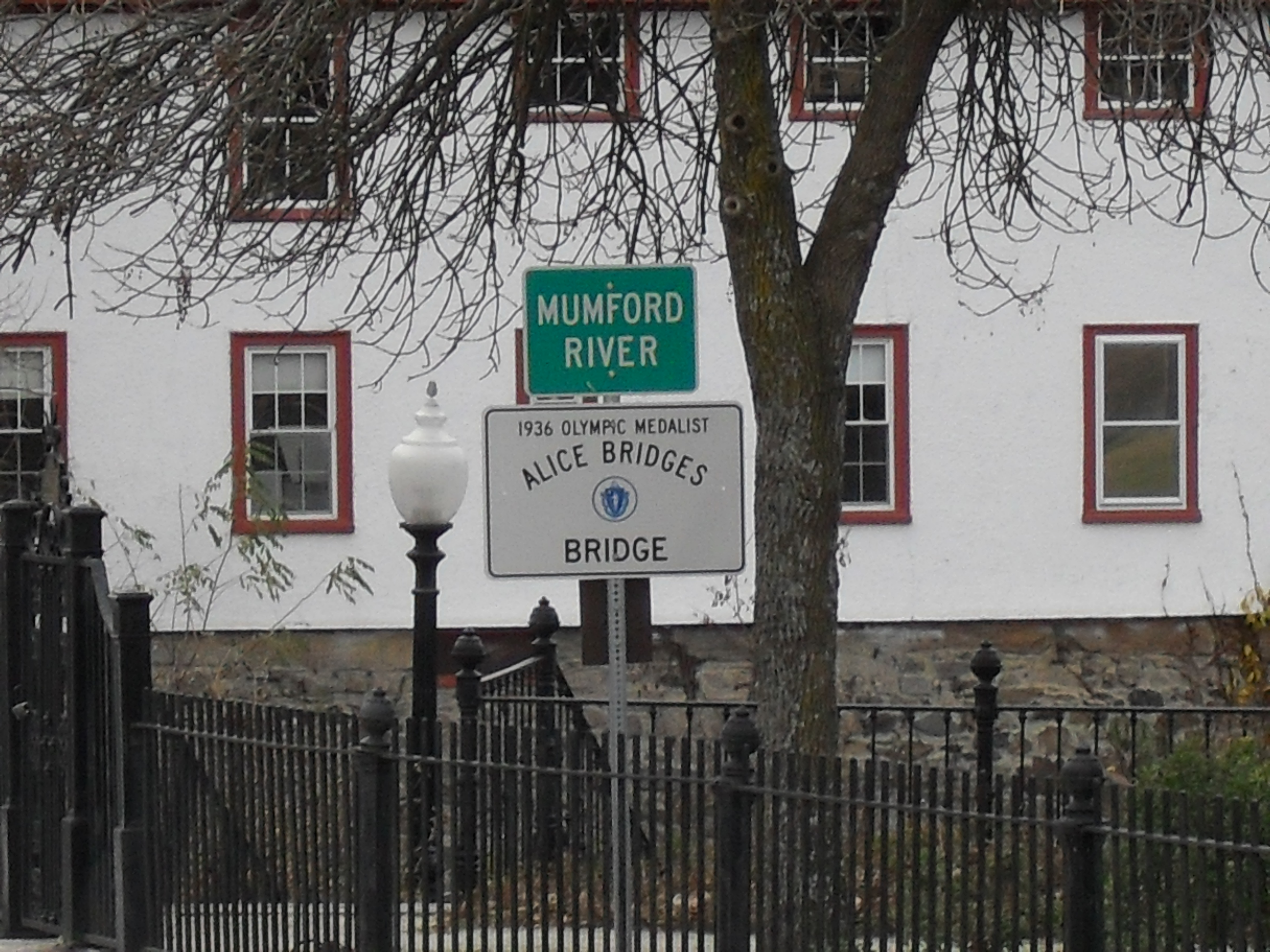
Alice-Bridges-Brücke in Uxbridge

Alice Bridges besuchte die Posse School of Physical Education in Uxbridge, Massachusetts. 1934 gewann sie den Meistertitel der Amateur Athletic Union über 220 Yards Rücken.
1936 belegte Bridges bei den US-Ausscheidungswettkämpfen für das Olympiateam den dritten Platz über 100 Meter Rücken hinter Eleanor Holm-Jarrett und Edith Motridge. Bei den Olympischen Spielen 1936 in Berlin traten dann nur Motridge und Bridges an, nachdem sich Eleanor Holm mit der Mannschaftsleitung zerstritten hatte. Im Endlauf gewannen die beiden Niederländerinnen Nida Senff und Hendrika Mastenbroek Gold und Silber. 0,2 Sekunden hinter Mastenbroek erreichte Bridges den dritten Platz, weitere 0,2 Sekunden dahinter schlug Motridge als Vierte an.
Nach ihrer Ausbildung arbeitete Alice Bridges als Schwimmlehrerin in New Jersey. Als Alice Roche war sie noch im hohen Alter bei Wettkämpfen im Mastersbereich aktiv. 2008 wurde in Uxbridge eine Brücke nach Alice Bridges benannt.